# Phormingochilus everetti
Phormingochilus everetti é uma espécie de aranha pertencente à família Theraphosidae (tarântulas).